# DB NachtZug

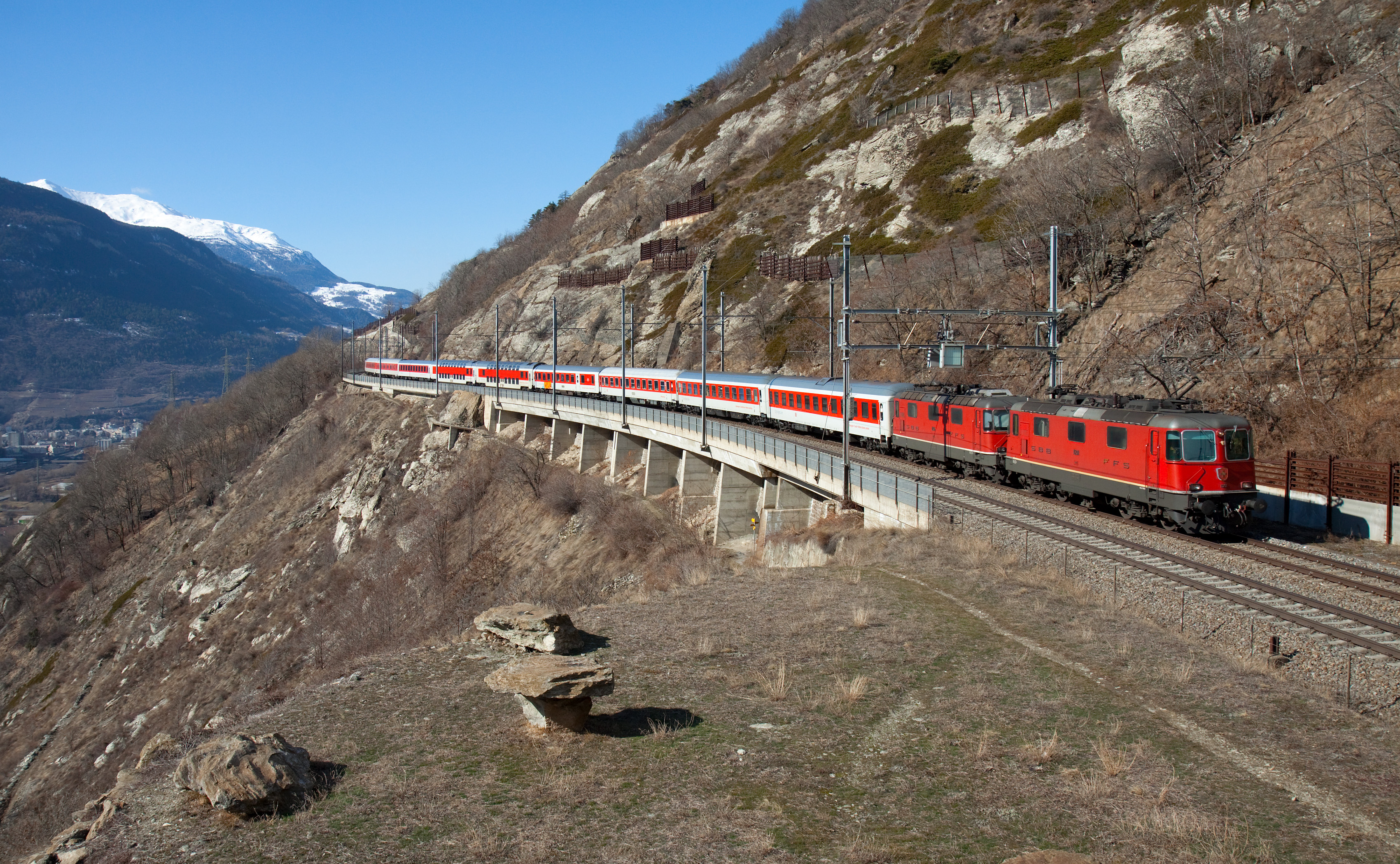
DB NachtZug svájci mozdonyokkal

A DB NachtZug vagy más néven a City Night Line a Deutsche Bahn éjszakai vonatainak összefoglaló termékneve volt. A DB NachtZug szolgáltatást a DB egyik leányvállalata, a DB AutoZug üzemeltette. A vonatok éjszaka közlekedtek, magasabb komfortot nyújtottak, mint az EuroNight járatok. Helyjegy váltása kötelező volt rá. Ezek a vonatok hálókocsikból, fekvőhelyes kocsikból, ülőhelyes kocsikból és egyes járatokban autószállító kocsikból álltak. Helyüket az ÖBB Nightjet járatai vették át.

## Története

### Kezdeti évek
1998-ban a Deutsche Bahn a DB Fernverkehr AG-tól a DB AutoZug GmbH-ra bízta az EuroNight és az Urlaubsexpress kategóriájú éjszakai vonatokat. Egy évvel később a zürichi székhelyű CityNightLine AG, amely addig a Deutsche Bahn, valamint az osztrák és svájci állami vasúttársaságok, az ÖBB és az SBB közös vállalkozásaként működött, a DB Fernverkehr AG 100 %-os leányvállalata lett. A vállalatot ugyanaz a menedzsment vezette, mint a DB Autozug GmbH-t, így a City Night Line hálózat központi elemét képező összes éjszakai vonatkategória felelőssége ezentúl egyetlen kézben összpontosult. A CityNightLine és az akkori DB megfelelője (NachtZug) szolgáltatásainak, gördülőállományának és árképzésének irányítása azonban továbbra is külön maradt.

### A szolgáltatások átalakítása
A két vállalat integrációjával párhuzamosan a DB Autozug GmbH éjszakai vonatait átnevezték DB NachtZugra. Az új menetrend 2002. december 15-i bevezetésekor a DB Nachtzug kínálatát 20 vonatra bővítették. A fapados légitársaságok megjelenését és a nemzetközi nagysebességű vasúti hálózat bővülését követően a DB felismerte, hogy éjszakai vonatszolgáltatását a közlekedési piac változó igényeihez kell igazítania. A cél az volt, hogy az éjszakai szolgáltatásokat a nagysebességű vonatok kiegészítő termékeként nagy távolságokon (800 és 1500 km között) hozzák létre. E cél elérése érdekében a meglévő vonatkategóriákat, a CityNightLine (CNL), a DB NachtZug (NZ) és az UrlaubsExpress (UEx) vonatokat összevonták egy új termékké, a City Night Line (CNL) termékké, amelyet integráltak a különböző indulási országok viteldíjrendszerébe és értékesítési folyamataiba. Ezt követően a vonalhálózatot az új célkitűzéseknek megfelelően átalakították: a távolsági járatokkal párhuzamosan futó útvonalakat megszüntették, más útvonalakat szisztematikusan meghosszabbítottak, az erős szezonális ingadozással rendelkező úti célokat és a turisztikai célpontokat nappali járatokkal helyettesítették. E kötegelés során a régebbi személykocsikat kivonták a forgalomból. Azóta az alvó-, fekvő- és ülőhelyes kocsik teljes flottája teljesen klimatizált. A kocsik egységes, fehér színű festést kaptak, piros ablakcsíkkal és teljesen fehér ajtókkal. A szolgáltatást minden vonalon egységesítették.
Az éjszakai vonalakat eredetileg a korábbi CityNightLine vasúttársaság üzemeltette. A vállalat a DB AutoZug GmbH-hoz hasonlóan a Deutsche Bahn 100 %-os leányvállalata volt, és 2010. január 1-jével eszközügylet formájában integrálódott a DB Csoportba.

### Megszűnés
2014 végén a City Night Line összes Dániába és Franciaországba (Párizsba) közlekedő vonatát, valamint a Hollandiába (Amszterdamba) közlekedő vonalak egy részét megszüntették. 2015 végén a München és Berlin közötti belföldi éjszakai vonatokat is megszüntették.
2015 decemberében a Deutsche Bahn úgy döntött, hogy 2016 decemberi hatállyal megszünteti az összes fennmaradó éjszakai vonatjáratot, beleértve a City Night Line-t. A Deutsche Bahn tervezi, hogy pótlásként néhány további ICE nagysebességű vonatjáratot indít éjszaka normál ülőhelyekkel, és továbbra is együttműködik a Németországba éjszakai vonatokat üzemeltető külföldi vasúttársaságokkal, például az ÖBB-vel. A Deutsche Bahn tervezi, hogy a vonatjáratokat éjszaka is közlekedtetni fogja.
2016 októberében a DB és az ÖBB bejelentette, hogy az osztrák vasúttársaság 2016. december 10-ig hat új éjszakai vonatjáratot indít az ÖBB nightjet márkanév alatt, amelyek közül több Németországon keresztül közlekedik majd, részben a korábbi német éjszakai vonatokkal azonos útvonalakon. Az ÖBB átvette a DB néhány korábbi éjszakai vonat kocsiját is.

## Viszonylatok 2006-ban
- N 1 & N2: Hága – Köln – Dortmund / München – Nürnberg – Würzburg – Berlin – Stralsund – Ostseebad Binz
- N 3 & N4: Hága – Köln – Dortmund / München – Nürnberg – Würzburg – Padborg – Koppenhága
- N 5: Hága – Köln – Dortmund – Berlin – Drezda – Prága
- N 14: Párizs – Brüsszel – Hannover – Berlin
- N 15: Hamburg – Bréma – Brüsszel – Párizs
- N 18: München – Stuttgart / Dortmund – Köln – Frankfurt (Main) – Bellinzona – Chiasso – Milánó
- N 19: München – Kufstein –  Brennero/Brenner – Verona – Firenze / Velence
- N 24: Hamburg – Hannover – Augsburg – München
- N 25: Berlin – Halle (Saale) – München
- N 26: Bécs – Salzburg – München / Frankfurt (Main) – Strasbourg – Párizs

## Viszonylatok 2007 decemberétől
| Vonatszám                      | Vonatnév                | Viszonylat                                                                                  |
| ------------------------------ | ----------------------- | ------------------------------------------------------------------------------------------- |
| CNL 40347 CNL 40348            | Borealis                | Amszterdam–Köln–Hagen–Hamm–Flensburg–Koppenhága                                             |
| CNL 1288 CNL 1289              | Meteor                  | Hamburg–Hannover–Augsburg–München                                                           |
| CNL 1200 CNL 1201              | Pluto                   | Berlin–Halle (Saale)–Augsburg–München                                                       |
| CNL 242 CNL 243                | Perseus                 | Párizs–Brüsszel–Hannover–Berlin                                                             |
| CNL 260 CNL 261                | Cassiopea               | München–Ulm–Stuttgart–Párizs                                                                |
| CNL 236 CNL 237                | Andromeda               | Hamburg–Bréma–Brüsszel–Párizs                                                               |
| CNL 40389 CNL 40388            | Pictor                  | München–Innsbruck–Vicenza–Padova–Velence                                                    |
| CNL 378 CNL 379                | Kopernikus              | Amszterdam–Köln–Dortmund–Berlin–Drezda–Prága                                                |
| CNL 301 CNL 300 (So: CNL 1300) | Apus                    | Amszterdam–Köln–Frankfurt (Main)–Bellinzona–Chiasso–Milánó                                  |
| CNL 319 CNL 318                | Pollux                  | Amszterdam–Köln–Stuttgart–München/Garmisch-Partenkirchen                                    |
| CNL 313 CML 312                | Donau Kurier            | Amszterdam–Köln–Frankfurt (Main)–Salzburg–Bécs                                              |
| CNL 40319 CNL 40408            | Pegasus                 | Amszterdam–Köln–Baden-Baden–Bázel–Zürich/Brig                                               |
| CNL 353 CNL 352                | Orion                   | Bázel–Frankfurt am (Main)–Lipcse–Prága                                                      |
| CNL 43305 CNL 43304            | Venus                   | Berlin–Dessau–Jena Paradies–Wörgl–Innsbruck–Bolzano                                         |
| CNL 1242 CNL 1243              | Berliner                | Berlin–Hannover–Frankfurt (Main)–Heidelberg–Bázel–Zürich                                    |
| CNL 13365 CNL 13374            | Uranus                  | Dortmund–Köln–Frankfurt (Main)–Innsbruck–Bolzano                                            |
| CNL 13365 CNL 13364            | Uranus                  | Dortmund–Köln–Frankfurt (Main)–Salzburg–Selzthal                                            |
| CNL 13365 CNL 13364            | Uranus                  | Dortmund–Köln–Frankfurt (Main)–Salzburg–Zell am See–Wörgl                                   |
| CNL 43315 CNL 43314            | Jupiter                 | Dortmund–Köln–Frankfurt (Main)–Salzburg–St. Johann im Pongau–Spittal Millstöttersee–Villach |
| CNL 458 CNL 459                | Semper                  | Drezda–Lipcse–Frankfurt (Main–Bázel–Zürich                                                  |
| CNL 13355 CNL 13354            | Capella                 | Hamburg–Hannover–Kassel–Kufstein–Innsbruck–Ötztal–St. Anton am Arlberg–Bludenz              |
| CNL 13375 CNL 13374            | Neptun                  | Hamburg–Hannover–Fulda–Innsbruck–Matrei–Brenner–Franzensfeste–Bolzano                       |
| CNL 13375 CNL 13464            | Neptun                  | Hamburg–Hannover–Fulda–Salzburg–Schladming–Selzthal                                         |
| CNL 43395 CNL 43394            | Merkur                  | Hamburg–Berlin–Jena Paradies–Salzburg–Villach                                               |
| CNL 13375 CNL 13364            | Neptun                  | Hamburg–Hannover–Fulda–Salzburg–St. Johann im Pongau–Zell am See–Wörgl                      |
| CNL 408 CNL 409                | Komet                   | Hamburg–Bréma–Münster–Karlsruhe–Bázel–Zürich–Brig                                           |
| CNL 50483 CNL 40353            | Aurora                  | Koppenhága–Frankfurt (Main)–Karlsruhe–Bázel                                                 |
| CNL 482 CNL 483                | Hans Christian Andersen | München–Ingolstadt–Nürnberg–Fulda–Padborg–Koppenhága                                        |
| CNL 388 CNL 389                | Lupus                   | München–Rosenheim–Innsbruck–Bologna–Firenze–Chiusi Chianciano Terme–Róma                    |

## Lásd még
- EuroNight
- D-Nacht
- CityNightLine
- UrlaubsExpress